# Torre di Pramotton
Der Torre di Pramotton, französisch Tour de Pramotton, auch Torre di Vert, Tour de Bellegarde oder Tour d’Aviès, ist ein mittelalterlicher Turm (Bergfried) im Ortsteil Pramotton unterhalb von Grand-Vert in der Gemeinde Donnas im Aostatal. Der Turm liegt auf einem Hang des Envers (orographisch rechte Seite des Aostatales) in ca. 540 Meter Höhe über der Ebene von Pont-Saint-Martin und bewachte den Zugang zum Lystal.

## Beschreibung

Grund- und Aufriss des Turms Pramotton (Carlo Nigra)

Eine Skizze des Turms von Alfredo d’Andrade (1839–1915)

Der Turm hat einen sechseckigen Grundriss und ist an jeder Ecke des quadratischen, oberen Teils mit einer Zinne versehen. Diese Ecken sind mit Segmenten verstärkt. Die Zugangstüre (Hocheingang) ist, wie bei anderen Donjons einfacher Burgen des Aostatals, einige Meter über dem Erdboden angebracht, damit die Verteidigung bei einem Angriff leichter möglich war, indem man die Zugangstreppe einzog; in diesem Falle liegt die Türe in 4 Meter Höhe. Die verwundbarsten Seiten des Turms waren durch eine Kurtine zur Verteidigung geschützt: Um den Turm herum sind Spuren dieser Mauer vorhanden. Im Inneren des Turms gab es Holzböden.

## Geschichte
Der Turm stammt vermutlich aus dem 12. Jahrhundert und der Name „Tour d’Aviès“ weist darauf hin, dass es sich vermutlich um einen Aussichtsturm („avis“ im Französischen lässt sich mit „Signalisierung“ oder „Aussicht“ übersetzen) in Sichtkontakt sowohl mit dem Burg Pont-Saint-Martin als auch mit der Festung von Bard handelt. Der Legende nach gehörte er den Herren von Bard: Einige Dokumente bestätigen, dass es 1214, zur Zeit des Erbfolgestreits zwischen den beiden Erben der Familie Bard, Guillaume de Pont-Saint-Martin und Hugues de Bard, eben letzterer, schon Herr von Bard, war, der den Turm Pramotton erbte.
1242, während einer neuen Phase savoyardischer Politik zum Schutz der Grenzen, verpflichtete Graf Amadeus IV. von Savoyen Hugues de Bard zur Vereinigung der Lehen.
André Zanotto wirft Zweifel an der Bauzeit auf, unter Berufung auf die Vereinbarung von 1277, die zwischen den Herren von Pont-Saint-Martin und Philipp I. von Savoyen getroffen wurde, in der es scheint, als sei der Turm kurz vorher erbaut worden. Tatsächlich heißt es in dem Dokument:

„(…) sur la bastie nouvellement edifiée d’ordre dudit comte au dessus de Donnas (…)“ (dt.: (…) auf der auf Anordnung des genannten Grafen über Donnas neu errichteten Festung (…))

Der Turm, der der erste Vorposten zur Verteidigung war, wenn man vom Canavese ins Aostatal kam, war stets mit einer bewaffneten Miliz besetzt: Z.B., als 1293 der Markgraf von Montferrat das untere Tal ins Visier genommen hatte, oder, als 1386 aus der Festung Bard zwei Personen für einen Monat hier abgesetzt wurden, um den Turm zu bewachen und zu verhindern, dass er in die Hände der Tuchinaggier fiel:

„in garnisone et custodia, ne Tuchini de valle Brocii ipsam caperent.“ (dt.: mit einer Garnison zur Bewachung belegt, sodass die Tucchinaggier aus dem Broci-Tal sie nicht einnahmen.)

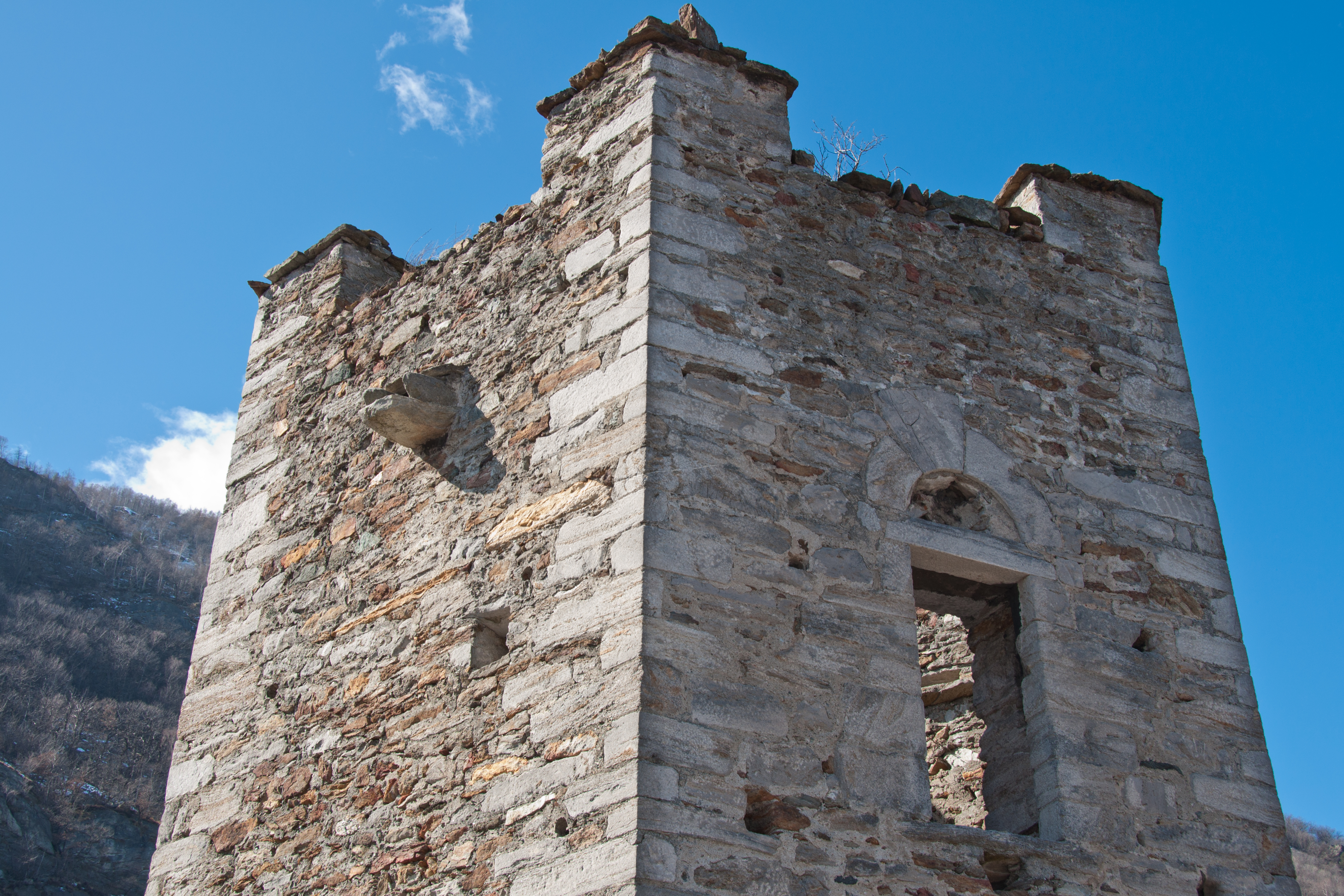
Der erhöhte Zugang zum Turm wird durch einen blinden Rundbogen gekrönt.
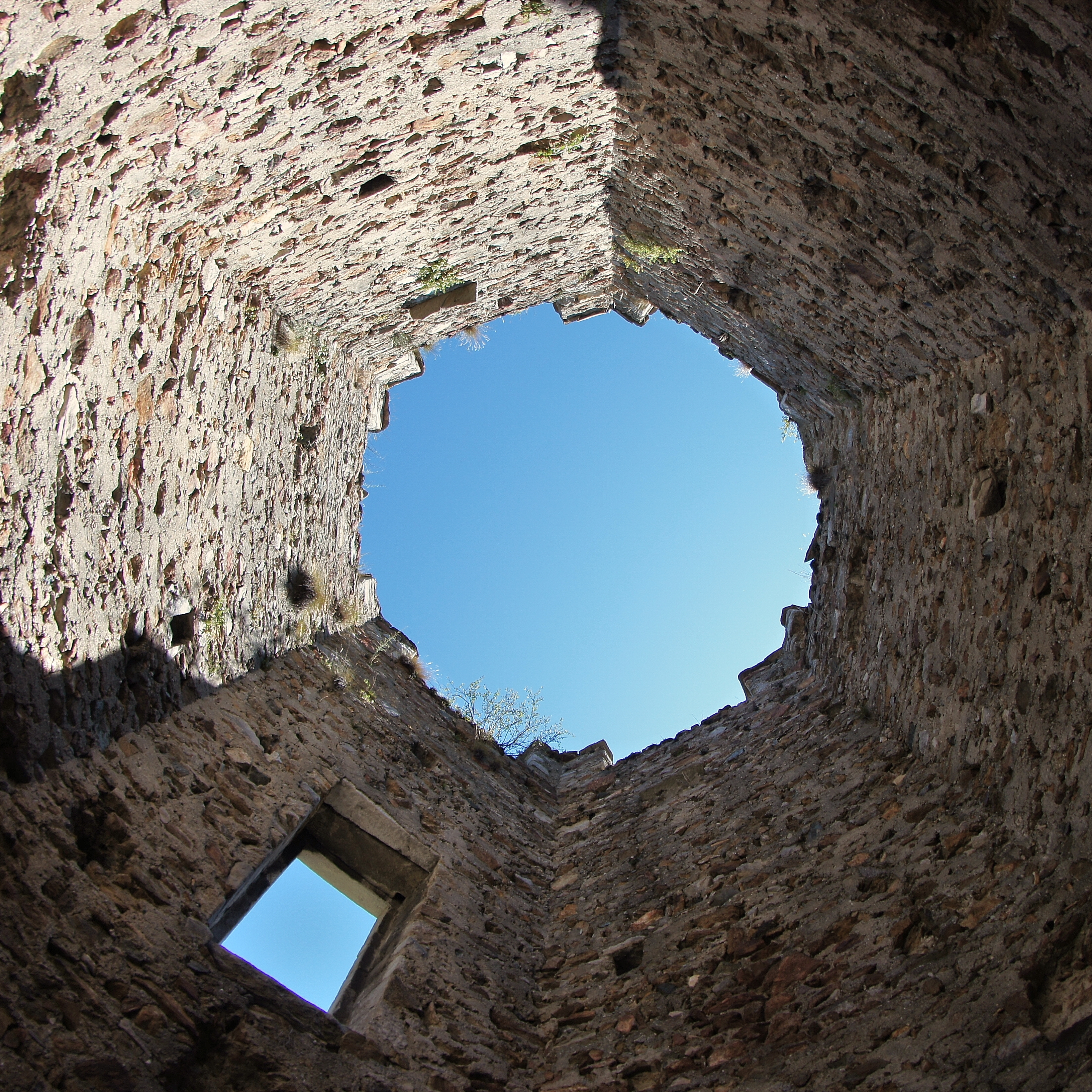
Das Innere des Turms
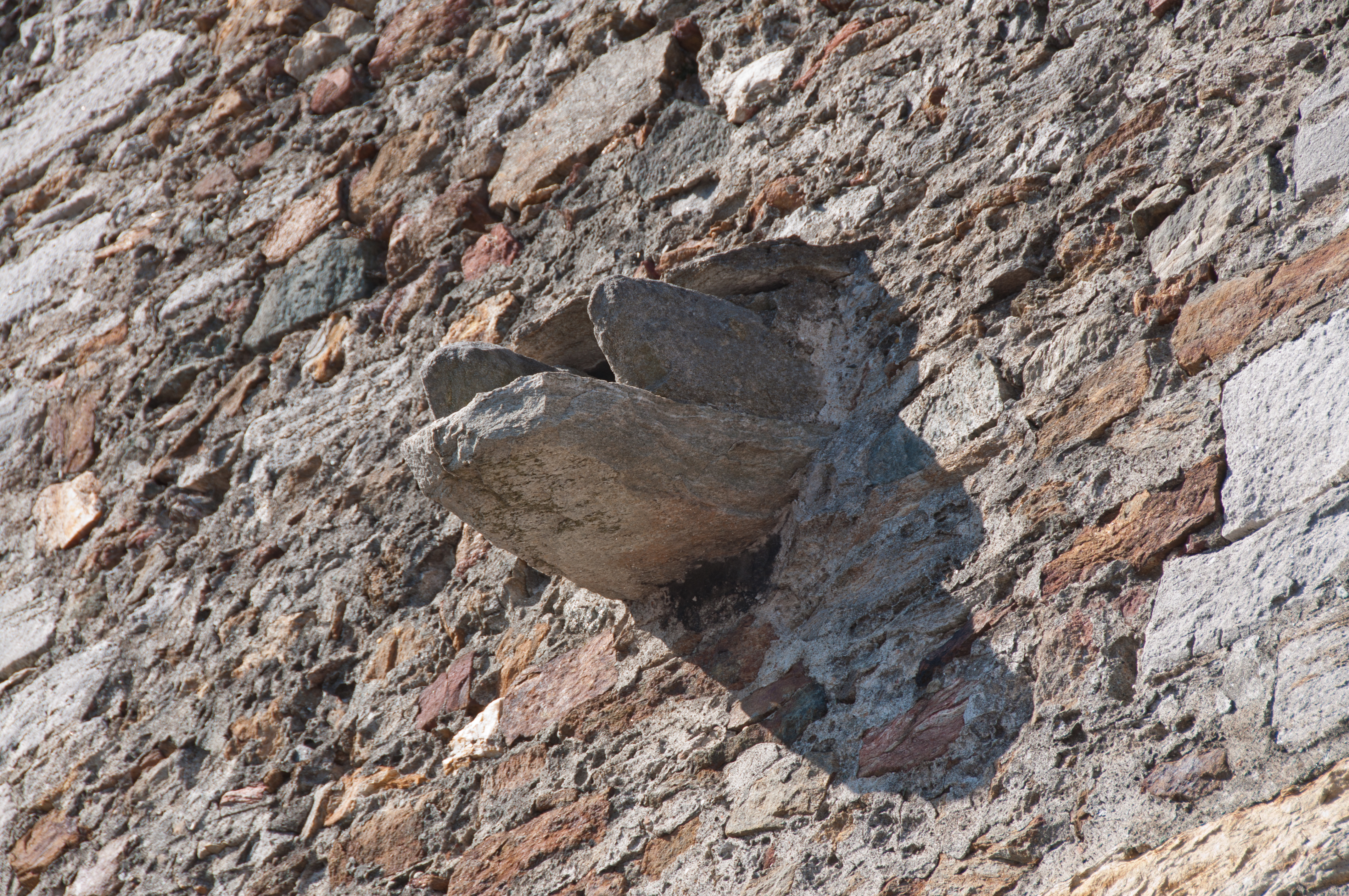
Detail am Turm: Ein Wasserspeier in Stein
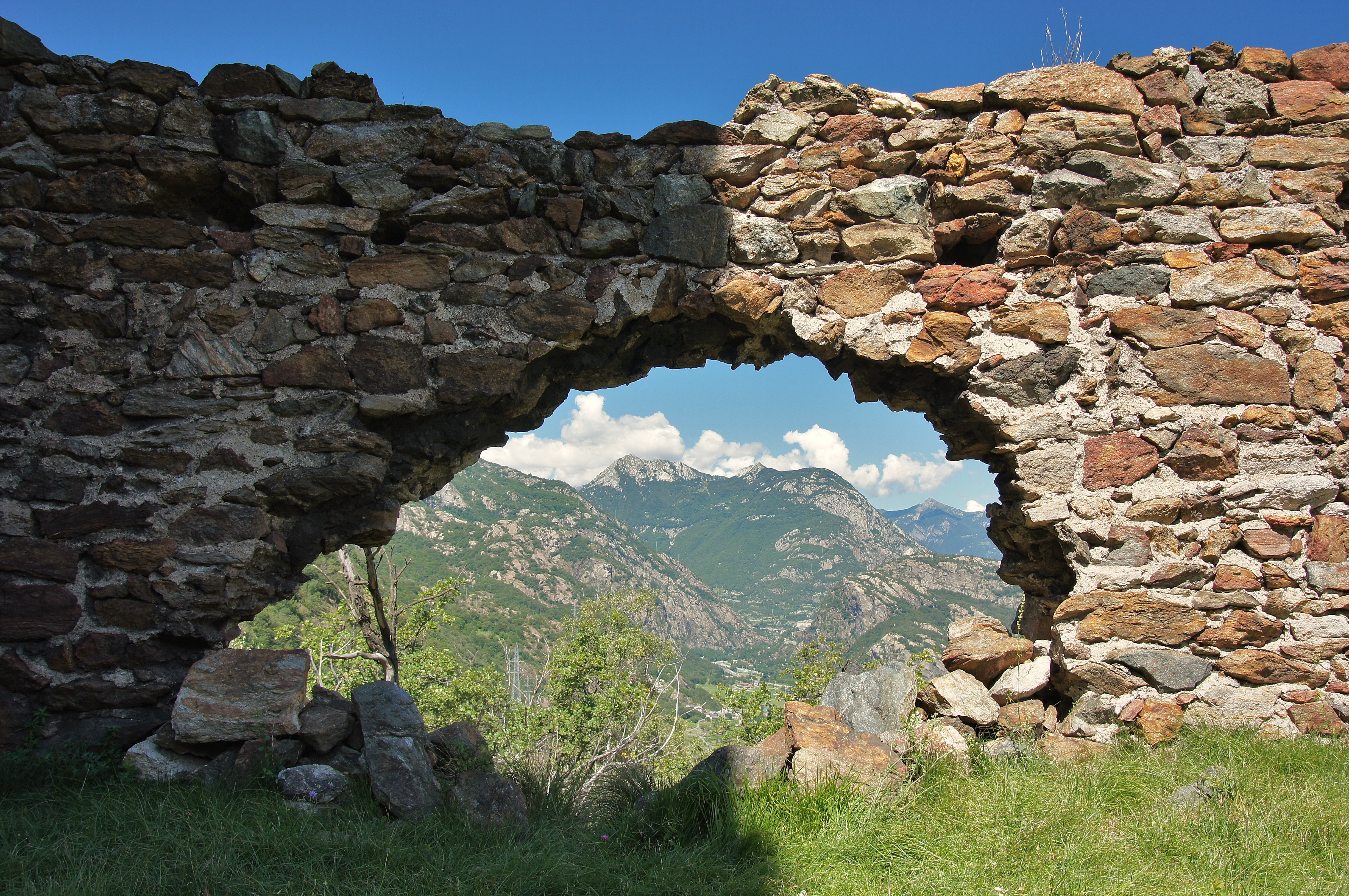
Ruinen am Fuße des Turms

## Aufstieg
Von dem Weiler Pramotton (Donnas) in 300 Meter Höhe läuft man entlang des Kanals des Wasserkraftwerkes und nimmt dann, wenn man nach einigen Hundert Metern auf einer großen Wiese am Ufer der Dora Baltea angekommen ist, einen Mulipfad auf der rechten Seite, der in einen Kastanienwald führt. Den Turm findet man auf einem kleinen Felsvorsprung; er ist frei zugänglich. Der Aufstieg, der als „E“ (leichter Aufstieg) klassifiziert ist, dauert weniger als eine Stunde und führt über ziemlich steiles Gelände etwa 250 Meter nach oben.